# ロシズ伯爵

ロシズ伯爵レズリー家の紋章の盾部分

ロシズ伯爵（英語: Earl of Rothes）は、スコットランド貴族の伯爵位。

## 歴史
アバディーン、エルギン、パース、ファイフなどのシェリフダムやバリンブライ男爵領(barony of Ballinbreich)などを所有したジョージ・レズリー(c.1417–1490)は、1445年にスコットランド貴族爵位レズリー卿(Lord Leslie)、1457年11月から1458年3月の間にロシズ伯爵に叙せられた。
その孫にあたる3代ロシズ伯爵ウィリアム・レズリー(?-1513)は、1513年9月のイングランド軍とのフロドゥンの戦いにおいて戦死した。
その息子4代ロシズ伯ジョージ・レズリー(?-1558)は民事上訴裁判所の判事(Extraordinary Lord of Session)を務めた。
その玄孫の7代ロシズ伯ジョン・レズリー(c.1630–1681)は、 1663年から1667年にかけてスコットランド大蔵卿や1667年から1681年にかけてスコットランド大法官を務め、1680年5月29日にはスコットランド貴族爵位ロシズ公爵(Duke of Rothes)、バリンブライ侯爵(Marquess of Ballinbreich)、レズリー伯爵(Earl of Leslie)、ラグトン子爵(Viscount of Lugtoun)、Auchmoutie and Caskieberrie卿(Lord Auchmoutie and Caskieberrie)に叙せられた。いずれも男系男子に限定されるスコットランド貴族爵位であり、男子が無かったため、これらの爵位は彼一代で廃絶している。
女系継承が可能なロシズ伯位とレズリー卿位は、ロシズ公の娘マーガレット・レズリー(?-1700)が継承し（8代ロシズ女伯爵）、最初の女系継承が発生した。彼女は第5代ハディントン伯爵チャールズ・ハミルトン(1650-1685)と結婚したが、その間の長男ジョン・レズリー(?-1722)は、レズリーに改姓して第9代ロシズ伯爵を継承した（他方ハディントン伯爵位の方は新しい勅許状により次男トマス・ハミルトンが継承している）。9代伯は1704年から1705年にかけてスコットランド大法官を務め、さらに1708年から1710年と1715年から1722年にかけてスコットランド貴族代表議員としてイギリス貴族院に議席を保有した
その息子である10代ロシズ伯ジョン・レズリー(?-1767)は、大将まで昇進した陸軍軍人であり、1758年から1767年にかけてはアイルランド最高司令官を務めた。また1723年から1734年、1747年から1767年にかけてはスコットランド貴族代表議員として貴族院議員を務めた。
その息子である11代ロシズ伯ジョン・レズリー(1744–1773)が子供なく若くして死去した後、再び女系継承が発生し、その妹のジェーン・エリザベス・レズリー(1750–1810)が12代ロシズ女伯爵を継承した。彼女とジョージ・レイモンド・イヴリン(George Raymond Evelyn)(?-1770)の間の子である13代ロシズ伯爵ジョージ・ウィリアム・イヴリン＝レズリー(1768–1817)は、1812年から1817年にかけてスコットランド貴族代表議員として貴族院議員を務めた。
13代伯が男子を残さず死去した後、その娘のヘンリエッタ・アン・イヴリン＝レズリー(1790–1819)が14代ロシズ女伯爵を継承した。彼女はジョージ・グアイザー(George Gwyther)(?-1829)と結婚し、その間の息子ジョージ・ウィリアム・イヴリン・レズリー(1809–1841)が15代ロシズ伯爵位を継承した。ついでその息子ジョージ・ウィリアム・イヴリン・レズリー(1835–1859)が16代ロシズ伯爵位を継承したが、16代伯は子供ができる前に若くして死去したため、その姉ヘンリエッタ・アンダーソン・モーシェッド・レズリー(1832–1886)が17代ロシズ女伯爵を継承した。彼女にも子供はなく、ついで叔母(14第ロシズ女伯爵の娘)にあたるメアリー・エリザベス・レズリー(1811–1893)が18代ロシズ女伯爵を継承した。彼女と彼女の夫マーティン・エドワード・ハワース＝レズリー(Martin Edward Haworth-Leslie)の間の息子マーティン・レズリー・レズリー(Martin Leslie Leslie)(1839-1882)は母より先に死去したため、18代伯の死後はマーティン・レズリー・レズリーの息子ノーマン・イヴリン・レズリー(1877–1927)が19代ロシズ伯爵位を継承している。彼は1906年から1923年にかけてスコットランド貴族代表議員として貴族院議員を務めた。また彼の妻ノエル・レズリー (旧姓ダイアー＝エドワーディス)は、タイタニック号に乗船していたことで知られる。
その息子である20代ロシズ伯爵マルコム・ジョージ・ダイアー＝エドワーディス・レズリー(1902–1974)は、1931年から1959年にかけてスコットランド貴族代表議員として貴族院議員を務めた。
彼の死後は、その息子イアン・ライオネル・マルコム・レズリー(1932–2005)が21代ロシズ伯爵を継承し、ついでその息子ジェイムズ・マルコム・デイヴィッド・レズリー(1958-)が22代ロシズ伯爵を継承した。2018年現在の当主も彼である。

## 歴代当主の一覧

### ロシズ伯爵 (1457年/1458年)
- 初代ロシズ伯ジョージ・レズリー (George Leslie, c.1417–1490)
- 2代ロシズ伯ジョージ・レズリー (George Leslie, ?-1513) 先代の孫
- 3代ロシズ伯ウィリアム・レズリー (William Leslie, ?-1513) 先代の弟
- 4代ロシズ伯ジョージ・レズリー（英語版） (George Leslie, ?-1558) 先代の息子
- 5代ロシズ伯アンドリュー・レズリー（英語版） (Andrew Leslie, ?-1611) 先代の息子
- 6代ロシズ伯ジョン・レズリー (John Leslie, ?-1641) 先代の孫
- 7代ロシズ伯ジョン・レズリー（英語版） (John Leslie, c.1630–1681) 先代の息子。1680年にロシズ公爵に叙される

### ロシズ公爵 (1680年)
- 初代ロシズ公/7代ロシズ伯ジョン・レズリー（英語版） (John Leslie, c. 1630–1681)

### ロシズ伯爵 (1457年/1458年)
- 8代ロシズ女伯マーガレット・レズリー (Margaret Leslie, ?-1700) 先代の娘
- 9代ロシズ伯ジョン・レズリー (John Leslie, 1679-1722) 先代の息子
- 10代ロシズ伯ジョン・レズリー (John Leslie, 1698?-1767) 先代の息子
- 11代ロシズ伯ジョン・レズリー (John Leslie, 1744–1773) 先代の息子
- 12代ロシズ女伯ジェーン・エリザベス・レズリー (Jane Elizabeth Leslie, 1750–1810) 先代の妹
- 13代ロシズ伯ジョージ・ウィリアム・イヴリン＝レズリー (George William Evelyn-Leslie, 1768–1817) 先代の息子
- 14代ロシズ女伯ヘンリエッタ・アン・イヴリン＝レズリー (Henrietta Anne Evelyn-Leslie, 1790–1819) 先代の娘
- 15代ロシズ伯ジョージ・ウィリアム・イヴリン・レズリー (George William Evelyn Leslie, 1809–1841) 先代の息子
- 16代ロシズ伯ジョージ・ウィリアム・イヴリン・レズリー (George William Evelyn Leslie, 1835–1859) 先代の息子
- 17代ロシズ女伯ヘンリエッタ・アンダーソン・モーシェッド・レズリー (Henrietta Anderson Morshead Leslie, 1832–1886) 先代の姉
- 18代ロシズ女伯メアリー・エリザベス・レズリー (Mary Elizabeth Leslie, 18th Countess of Rothes, 1811–1893) 先代の叔母
- 19代ロシズ伯ノーマン・イヴリン・レズリー（英語版） (Norman Evelyn Leslie, 1877–1927) 先代の孫
- 20代ロシズ伯マルコム・ジョージ・ダイアー＝エドワーディス・レズリー（英語版） (Malcolm George Dyer-Edwardes Leslie, 1902–1974) 先代の息子
- 21代ロシズ伯イアン・ライオネル・マルコム・レズリー（英語版） (Ian Lionel Malcolm Leslie, 1932–2005) 先代の息子
- 22代ロシズ伯ジェイムズ・マルコム・デイヴィッド・レズリー (James Malcolm David Leslie, 1958-) 先代の息子
  - 推定相続人は現当主の弟アレグザンダー・ジョン・レズリー(Alexander John Leslie, 1962-)
  - 法定推定相続人の儀礼称号はレズリー卿である。